# کیت اوا وستلیک
کیت اوا وستلیک (انگلیسی: Kate Eva Westlake؛۱۸۵۶ – ۴ مارس ۱۹۰۶) یا عمه پلی ولی (انگلیسی: Aunt Polly Wolly) نویسنده و ویراستار کانادایی است.

## زندگی‌نامه
وستلیک متولد اینگرسول در اونتاریو کانادا است. خانواده او به لندن، اونتاریو مهاجرت کردند و در آنجا بود که پدرش توانست در تجارت به موفقیت‌هایی دست یابد. یکی از اولین آثار منتشر شده او داستانی سریالی با موضوع وسترن با عنوان 'غریبه تر از داستان' بود که در یک مجله چاپ می‌شده‌است. وی، ویراستار مجله تازه تأسیسی به نام ژورنال سنت توماس بود و جای برادرش که در سال ۱۸۸۱ در ۲۷ سالگی فوت کرده بود، کار می‌کرد.
بعدها عهده‌دار ویراستاری نشریه «فایرساید ویکلی» (انگلیسی: Fireside Weekly) نشریه ای خانوادگی در تورنتو شد. او گاهی آثارش را با امضا «عمه پلی واگ» (انگلیسی: Aunt Polly Wogg)به چاپ می‌رسانید. او یک کشیش و لیبرال بود. در سال ۱۸۹۱ کتابی با عنوان نگهبان سفید گاو نشسته به چاپ رسید که به شرح مرگ گاو نشسته (انگلیسی: Sitting Bull) (نام یکی از رهبران سرخ‌پوستان آمریکا) که سال قبل از آن فوت کرده بود می‌پرداخت. برخی بر این باورند که وستلیک نویسنده ناشناس این کتاب بوده‌است
او برای مجله "Canadian Magazine" هم مطلب می‌نوشت. در سال ۱۹۰۶ کتاب یک نمونه ترشیده را منتشر کرد. این کتاب، تنها کتابی است که با نام کیت نوشته شده‌است. این کتاب دیدگاه‌ها و نگرش عمه پلی در مورد زندگی را بیان می‌کند.